# 馬特洪峰
馬特峰（德語： [ˈmatərˌhɔrn]；義大利語： [tʃerˈviːno]，切尔维诺峰；法語： [sɛʁvɛ̃]），也译馬特洪峰、馬特宏峰，是阿爾卑斯山脈中最著名的山峰。馬特峰的位置在瑞士、意大利邊境，附近是瑞士瓦萊州小鎮采尔马特和意大利瓦萊達奧斯塔大區的小鎮布勒伊-切爾維尼亞（Breuil-Cervinia）。馬特峰的名稱是由德語“Matt”（意為“草地”）和“Horn”（意為“角”，引申为呈錐狀像一隻角一樣的山峰）組成。
馬特峰是一個有四個面的錐體，分別面向東南西北。每一個面都非常陡峭，因此只有少量的雪黏在表面，中間發生的雪崩把過多積雪推到峰下的冰川裡。登峰者慣常從東北角的Hörnli山脊上山。西面是马特宏峰四面中最高的，直到 1962 年才被完全攀登。据估计，超过500名登山者在马特宏峰上丧生，使其成为世界上最致命的山峰之一。

## 攀登史

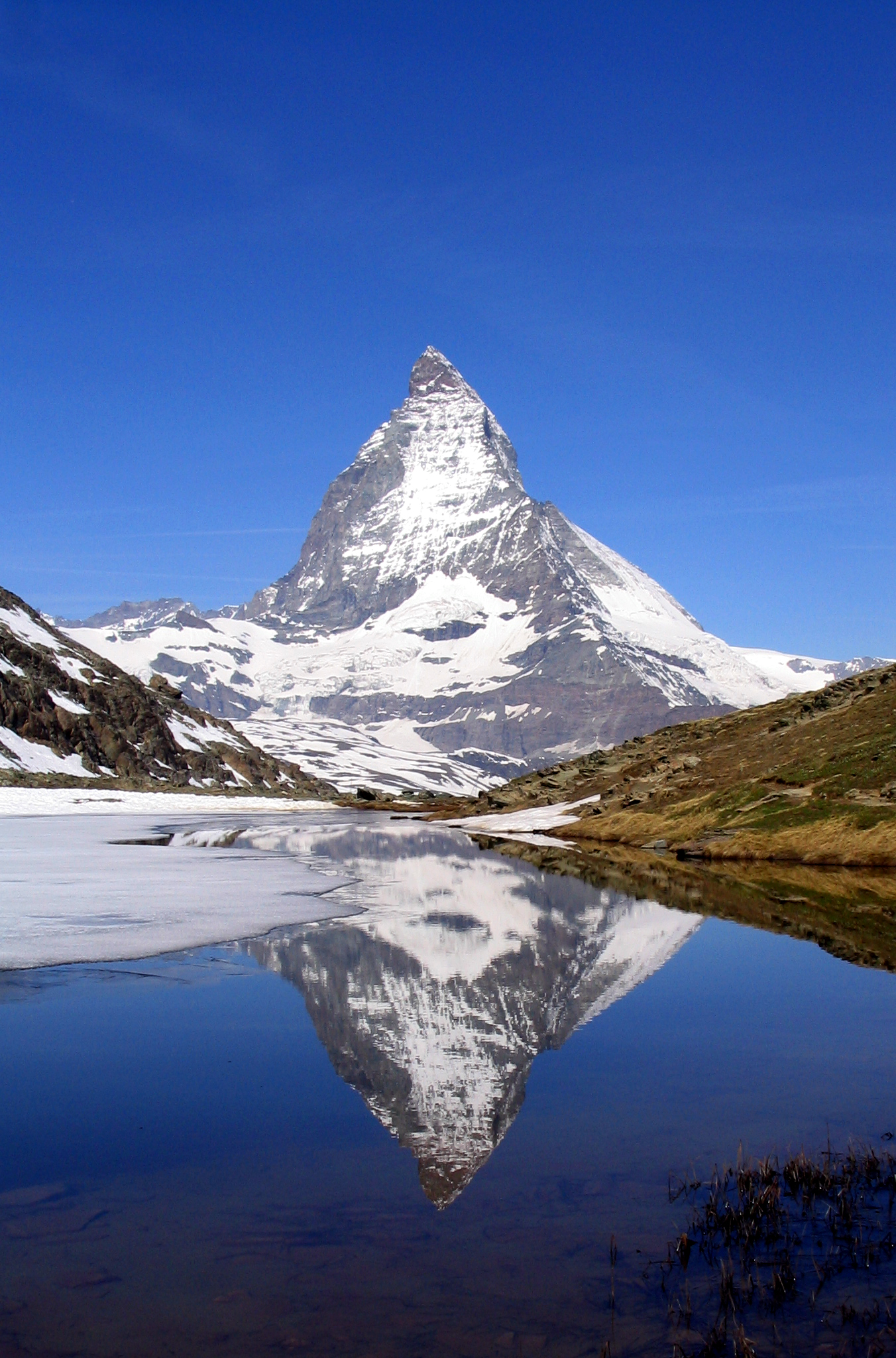
馬特峰東側及其湖中倒影

馬特峰是阿爾卑斯山脈中最後一個被征服的主要山峰。原因不只在於攀登技術上的種種困難，也在於此峰陡峭的外形給予早年攀山者的心理恐懼。攀山家們大約於1858年左右開始嘗試征服馬特峰，他們多數選擇從南邊登山，事實上南面路線比較困難，他們經常發現自己身處濕滑的岩石上而決定放棄前進。
1865年7月14日，愛德華·溫珀（Edward Whymper）、查爾斯·哈德遜（Charles Hudson）、法蘭西斯·道格拉斯（Francis Douglas）、道格拉斯·羅伯特·哈多（Douglas Robert Hadow）、米歇爾·克羅（Michel Croz）和彼得·陶格瓦爾德（Peter Taugwalder）父子從采尔马特登山，成為首支成功登上馬特峰的登山隊。不幸的是，下山的時候米歇爾·克羅、道格拉斯·哈多、查爾斯·哈德遜和法蘭西斯·道格拉斯四人發生意外，墮進1,400米以下的冰川裡身亡。事後，除道格拉斯的屍首不能尋回外，其餘三人都葬了在采尔马特。
三天後，吉恩-安托萬·卡雷爾（Jean-Antoine Carrel）帶領的團隊成功從南邊登頂。朱利葉斯·艾略特（Julius Elliott）在1868年成為第二支從采尔马特登頂的登山隊，同年約翰·丁達爾、J·J·馬基納斯（J. J. Maquinaz）與J·P·馬基納斯（J. P. Maquinaz）成功跨越山峰。露西·沃克（Lucy Walker）和梅塔·布雷武特（Meta Brevoort）在1871年分別成為首名及次名攀登馬特頂峰的女性。
現在，登山者一年四季都可從馬特峰的每個面或山脊登峰。在夏季由采尔马特從Hörnli上山的人駱驛不絕。登上馬特峰需要一定技術，但對老手來說不算困難（難度評級為AD，請參閱攀登難度等級），在部分路段更設有固定繩索輔助登山者。雖然如此，每年總有數人因為缺乏經驗、落石或路線太擁擠等原因而意外身亡。登山者通常先由采尔马特乘施瓦爾茨湖纜車（Schwarzsee Cable Car）上山，然後步行上海拔3,260米的Hörnli-hütte，在大石屋裡待一晚。登山者須於第二天早上4時出發登頂，以確保他們可以在下午的雲霧及風暴到來前平安下山。
除Hörnli外，登山者可選擇其他路線如意大利脊（Italian Ridge）（難度評級為D）、Zmutt Ridge（難度評級為D）及難度最高的北面路線（難度評級為TD+）（到1931年才被施密德兄弟（Toni Schmid與Franz Schmid）征服，因此該路線又稱為施密德路線。

## 突出高度
雖然馬特峰外形突出、山勢雄偉，但如果以山峰突出高度計算，馬特峰在阿爾卑斯山中卻100名不入。原因是附近的山峰如羅莎峰、多姆峰、利斯卡姆峰及魏斯峰的海拔高度都比馬特峰高。這張全景相拍下了阿爾卑斯山脈群峰（由芬斯特拉峰向北面拍攝），馬特峰位於相片的偏左方。

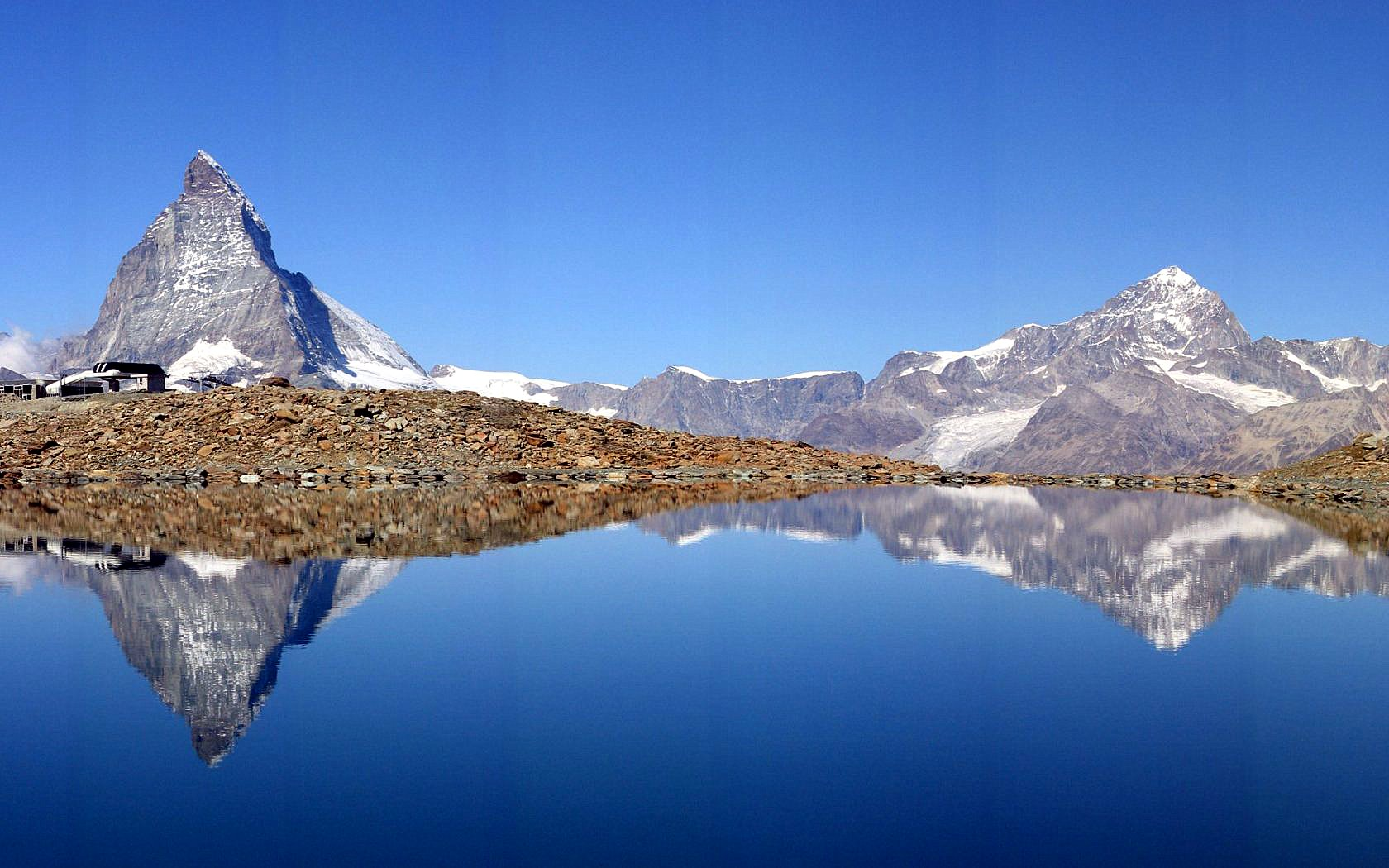
馬特峰全景，於戈爾內格拉特附近拍攝

## 文化影響

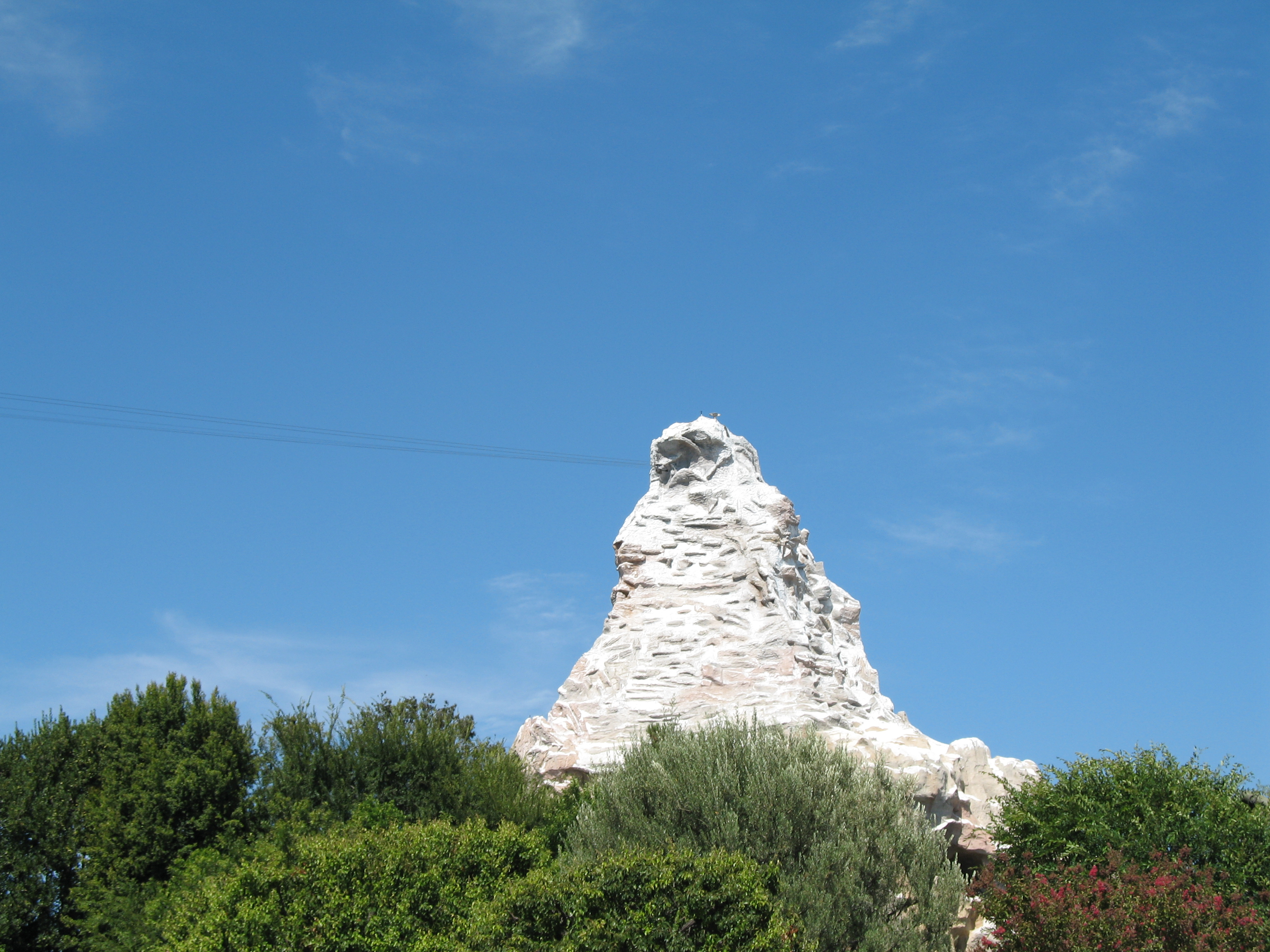
美國加州迪士尼樂園度假區的「馬特峰」

- 美國加州迪士尼樂園度假區內的「馬特峰雪橇」（Matterhorn Bobsleds）過山車，就是建於一座仿照馬特峰的假山上，比例是1/100，高147呎。

- 瑞士三角巧克力（Toblerone）形狀的意念來自馬特峰，包裝上亦以馬特峰為商標[4]。

- 派拉蒙電影公司開場片段的山峰商標常被誤認為是馬特峰或美國猶他州的Ben Lomond。其實是美國的大提頓峰（Grand Teton）。

- 由中国米哈游公司开发的开放世界冒险游戏《原神》中，蒙德地区的龙脊雪山以该峰为原型进行美术设计创作。

## 其他「馬特峰」
世界上有很多突出的錐形尖峰都被別稱作該地區的「馬特峰」，例如：Cnicht（威爾斯的馬特峰）、Mount Assiniboine（洛磯山脈的馬特峰）、Innerdalstårnet（挪威的馬特峰）、槍岳（日本的馬特峰）、Machhapuchhare（尼泊爾的馬特峰）、Shivling（印度的馬特峰）、Ama Dablam（喜馬拉雅山的馬特峰）、Mount Aspiring（紐西蘭，南方的馬特峰）、加拿大內華達山脈的馬特峰（12,264呎）及美國科羅拉多州聖胡安山脈的馬特峰（13,590呎）。
另外，火星探測器「火星探路者號」附近一塊75厘米高的岩石也被稱作「迷你馬特」。
H·G·威爾斯在1904年出版的短編故事《The Country of the Blind》裡面一座虛構的山Parascotopetl，別稱「安第斯的馬特峰」。
美國作家卡爾·馬藍提斯於2010年出版的暢銷越戰小說《馬特峰》中，一座位於南北越交界區的虛構高山被駐屯戰區的美國海軍陸戰隊命名為「馬特峰」。

## 參看
- 從法國霞慕尼至瑞士采尔马特的The Haute Route（英语：The Haute Route）
- 阿爾卑斯山脈
- 阿爾卑斯山脈山峰列表

## 相片

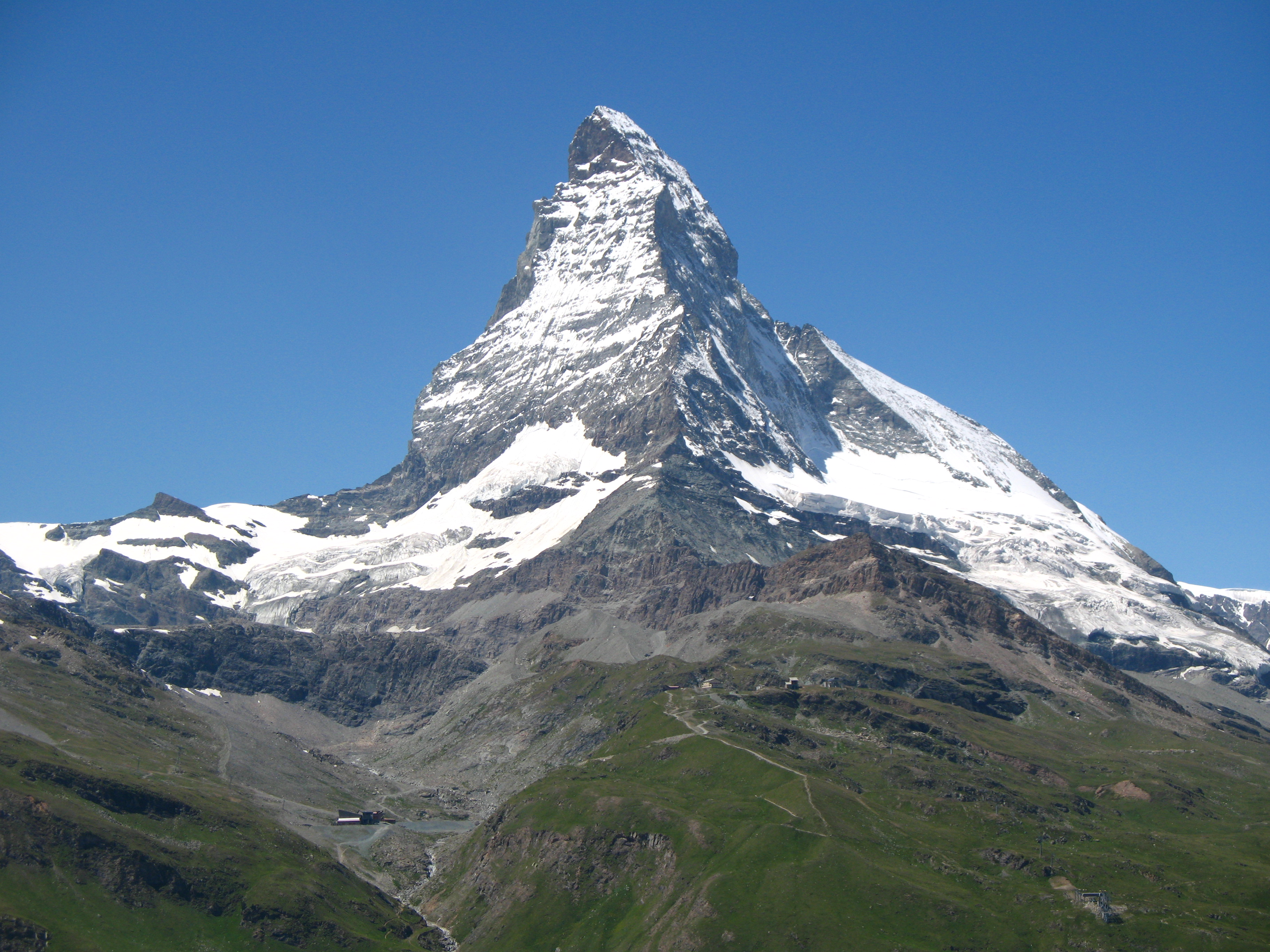
馬特峰
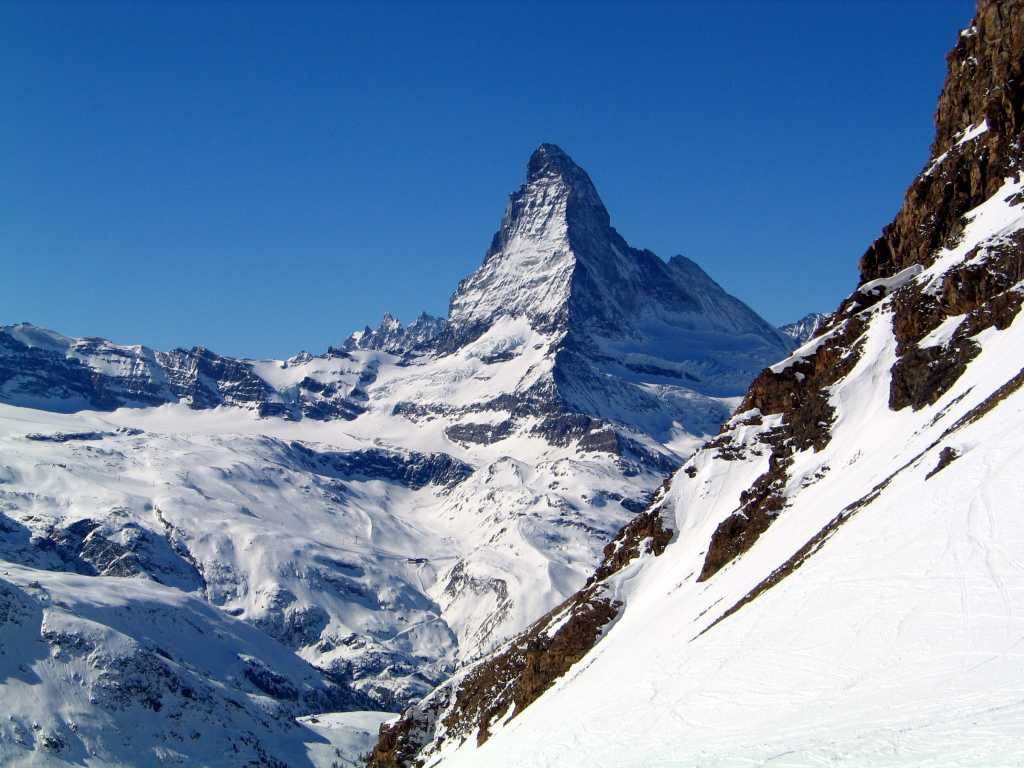
東面及北面
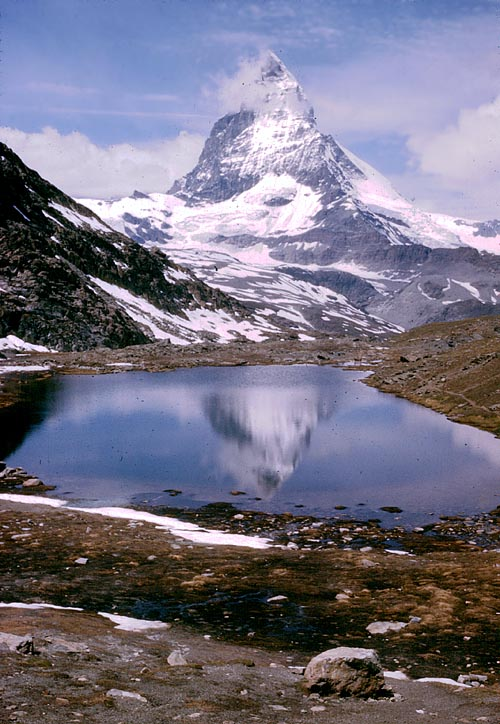
馬特在Riffelsee的倒影
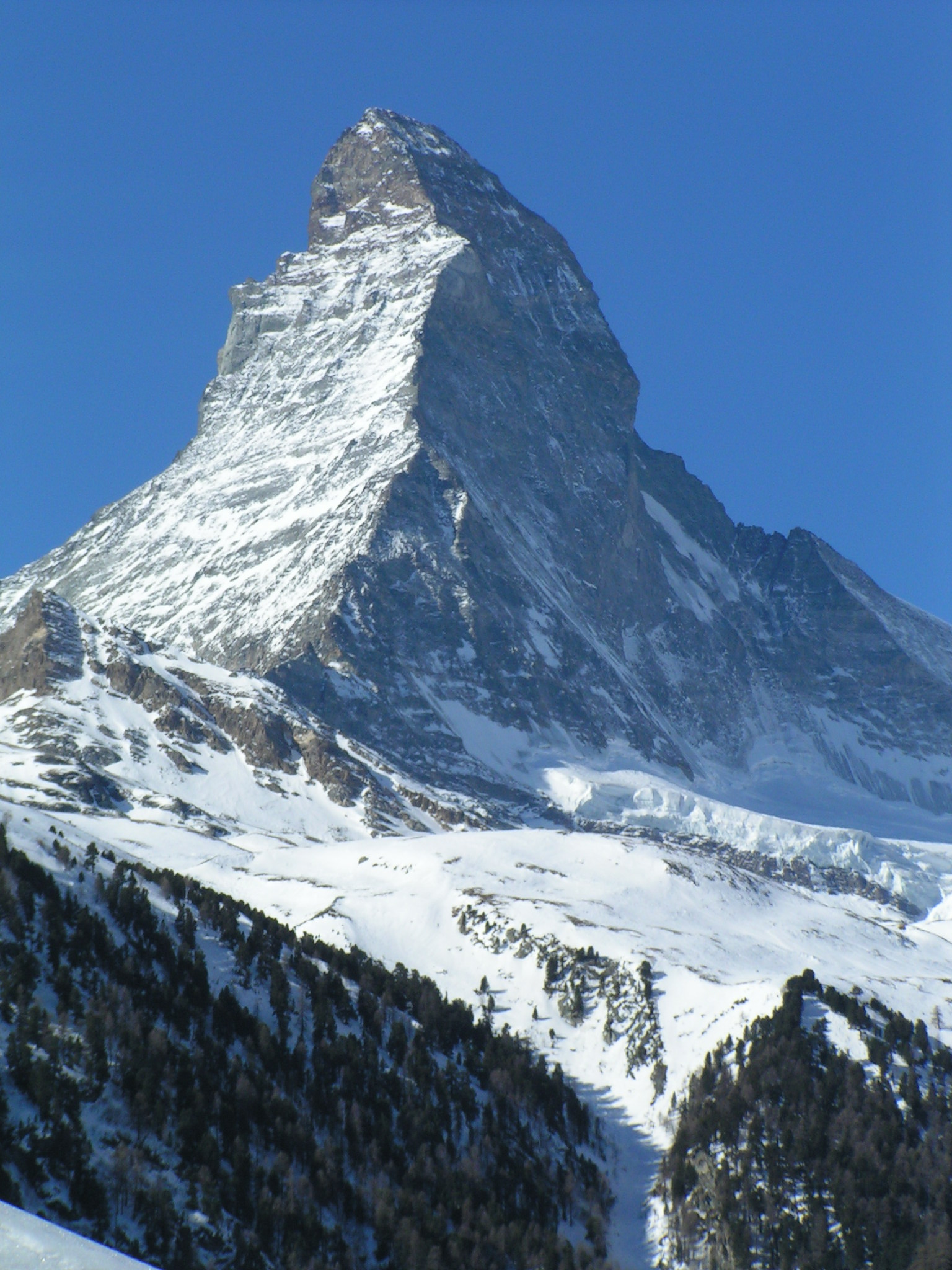
從采尔马特看東及北面
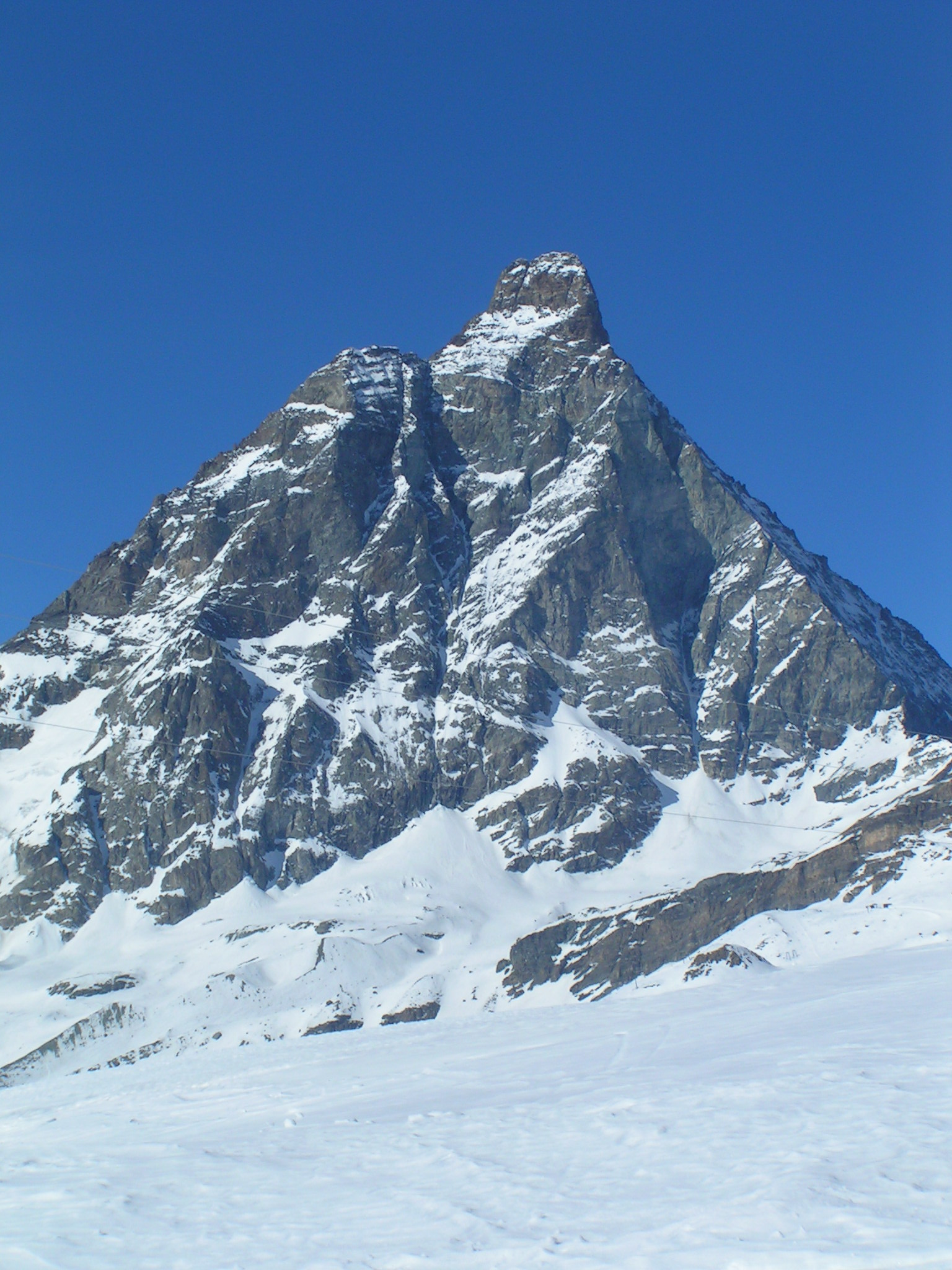
從Skigebiet Breuil-Cervinia看到山峰的南面
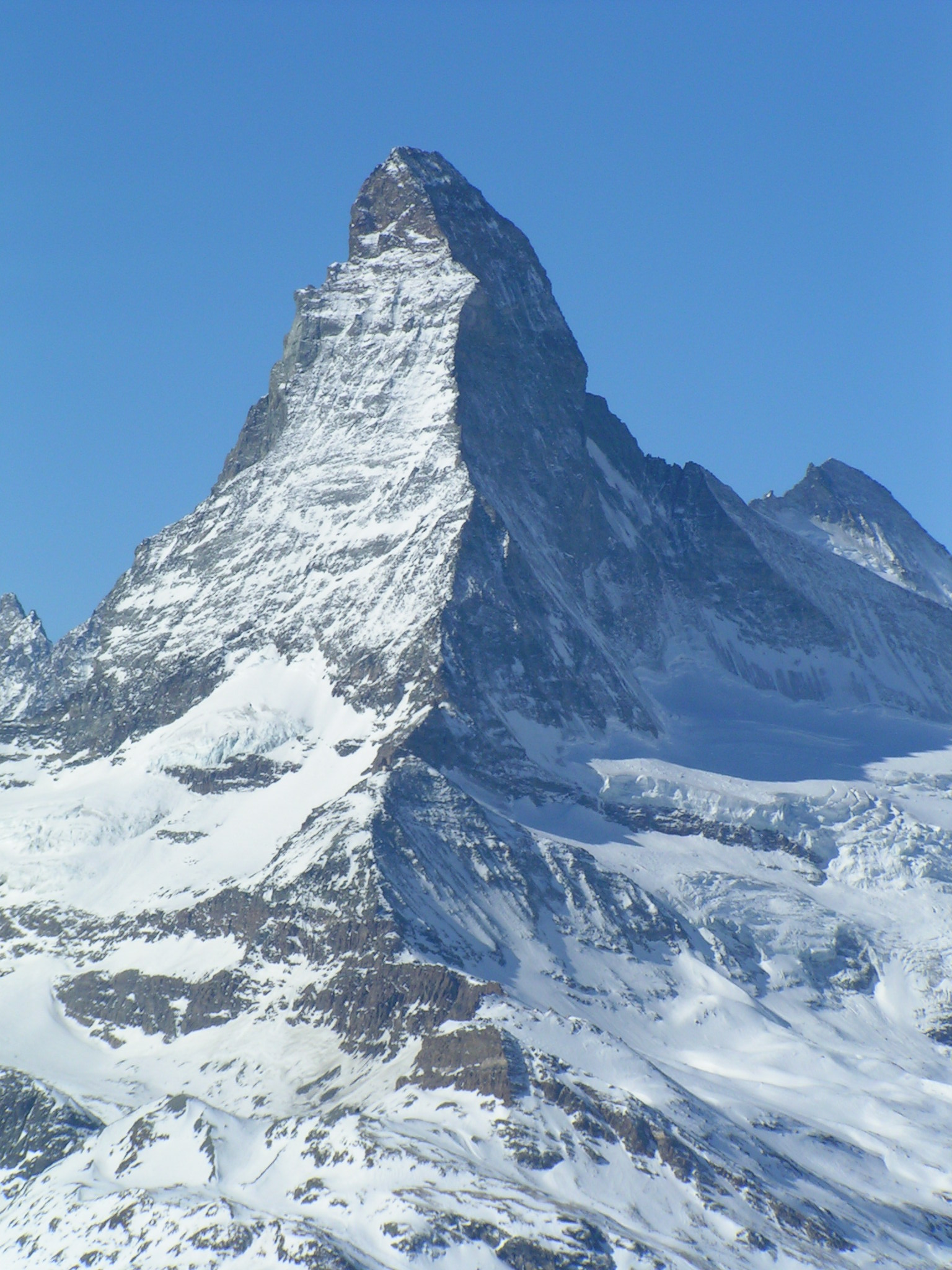
由Rothorn看東及北面
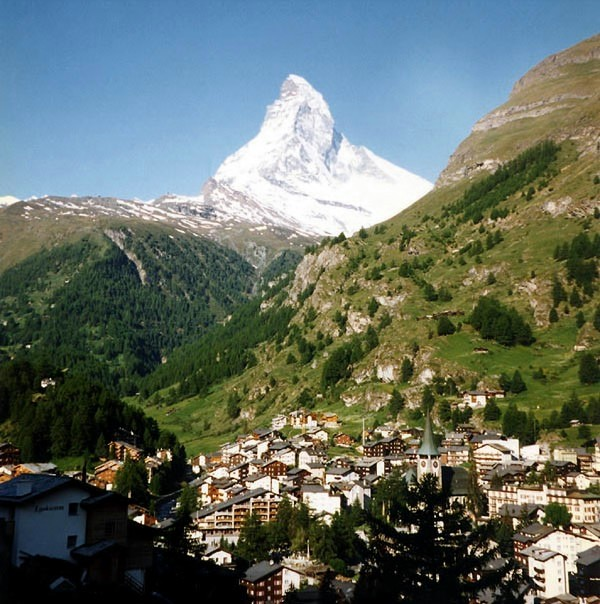
馬特峰與采尔马特
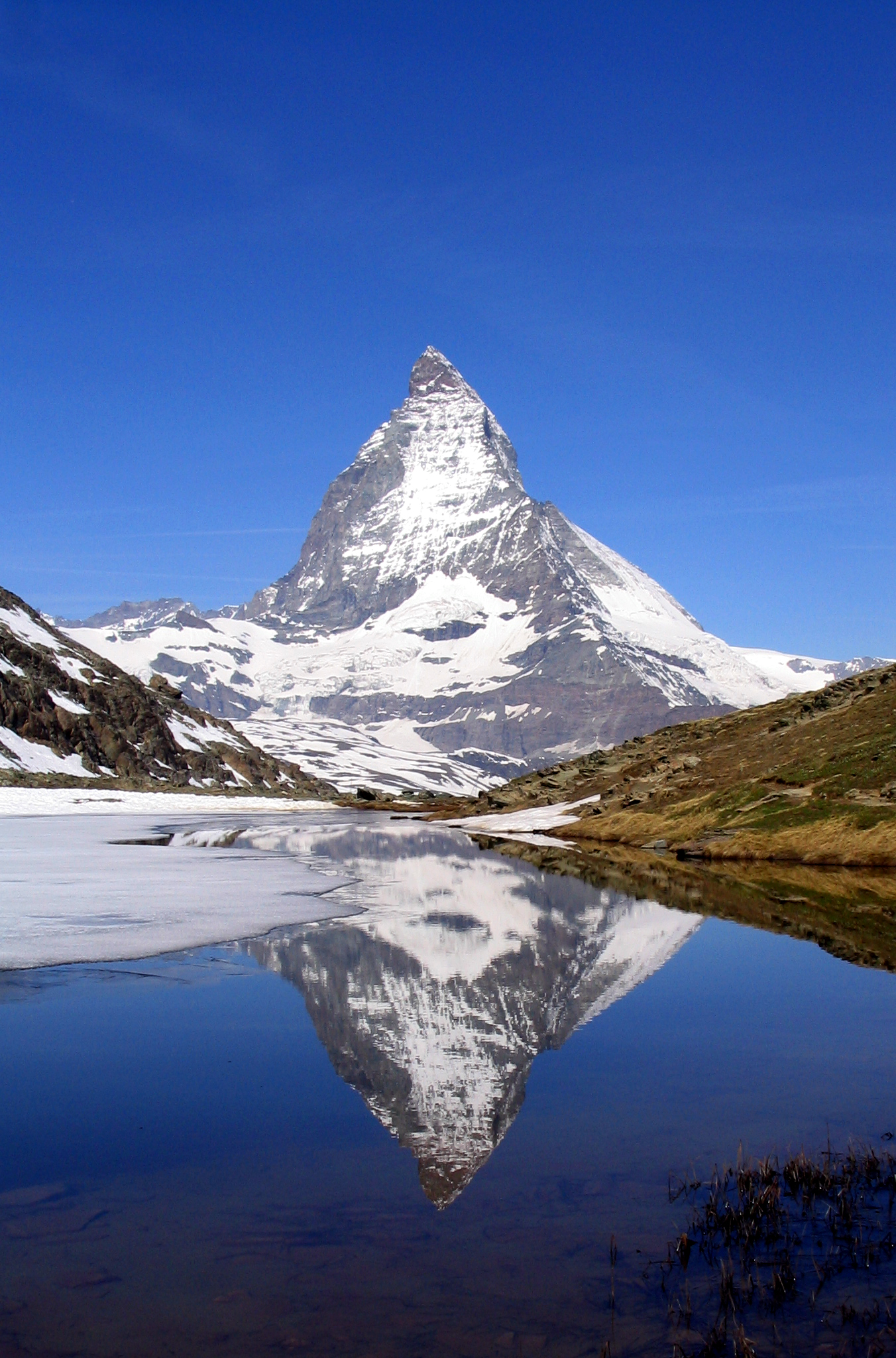
馬特在Riffelsee的倒影
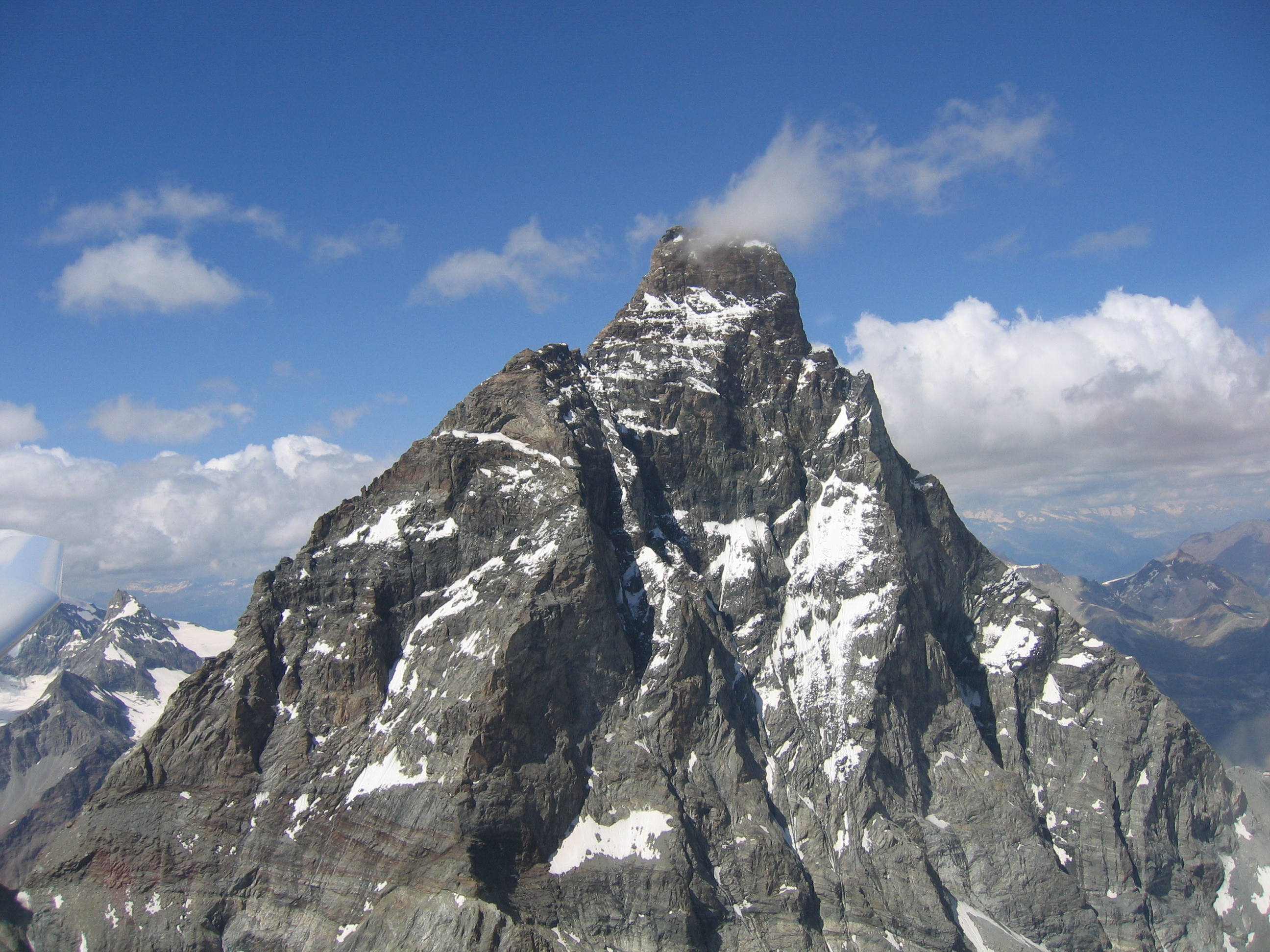
從高空俯瞰馬特

## 外部連結
- Matterhorn （页面存档备份，存于） from the Zermatt Tourism official website
- 150th anniversary from the Zermatt Tourism official website
- Matterhorn Webcams （页面存档备份，存于） from the Breuil-Cervinia Tourism official website
- Virtual ascent of the Hörnli Ridge with 360 degree panoramas
- Landscape Artist Attempts to Climb Matterhorn (detailed story of the first ascent)
- Chronology of climbs （页面存档备份，存于） （德語）